# Ameriška kava
Amêriška káva ali eksprés (italijansko caffè americano ali samo americano) je vrsta kavnega napitka, ki ga pripravimo tako, da ekspresno kavo s curkom vroče vode razredčimo v razmerju 1:3 do 1:4. Tako dobimo napitek, ki ohrani kompleksne okuse ekspresa, vendar na lažji način. Njegova moč se razlikuje glede na število posnetkov ekspresa in količino dodane vode.